# Scenopinus anthrax
Scenopinus anthrax är en tvåvingeart som beskrevs av Kelsey 1969. Scenopinus anthrax ingår i släktet Scenopinus och familjen fönsterflugor. Inga underarter finns listade i Catalogue of Life.